# Kassav'
Ne doit pas être confondu avec Kassa, Kassar ou Cassave.
 (août 2017).
- Si vous ne connaissez pas le sujet, laissez ce bandeau (vous pouvez alors contacter les auteurs).
- Si vous supprimez le contenu mis en cause (vous pouvez préalablement contacter les auteurs),

argumentez précisément cette suppression dans la page de discussion
(un manque de référence n'est pas un argument ; une recherche réelle de référence doit avoir été effectuée, être formellement documentée).
Kassav' est un groupe musical antillais originaire de la Guadeloupe et de la Martinique, précurseur d'un nouveau genre musical, le zouk, dont le rayonnement a été international.
Le groupe a effectué plus de 2000 concerts et écoulé cinq millions de disques dans le monde. Il est formé en 1979 sur la base d'un rythme de gwo ka guadeloupéen, du ti bwa martiniquais et du mendé. Le mot « kassav » fait référence à la cassave (galette de manioc) en créole.
L'aventure commence lorsque Pierre-Edouard Décimus, vieux routier de la musique antillaise, membre du groupe Les Vikings, décide de concevoir une nouvelle démarche musicale avec Freddy Marshall (artiste guadeloupéen). Ils font appel à Georges Decimus, frère de Pierre-Edouard, et Jacob Desvarieux à l’époque guitariste et arrangeur, plutôt amoureux de Rock et de R’n’B. Très attaché à la musique populaire de la Guadeloupe, Pierre-Edouard Décimus cherche à l’adapter aux techniques musicales modernes. Pour les enregistrements, ils travaillent avec de nombreux musiciens de studio, qui vont devoir réaliser ce qu’ils ont en tête. C’est d’abord expérimental. Les rythmes d'origine, venant essentiellement du Gwoka (genre musical de la Guadeloupe), serviront de base à la musique dont ils rêvent. Kassav' est donc un concept avant d’être un groupe. Une réflexion, un désir de progression, un retour aux sources. Le trio de base du groupe rentre en studio en novembre et, au début de l'année 1979, paraît le premier album de Kassav', intitulé Love and Ka Dance.
Le groupe se forme au fur et à mesure, sous différentes formes « Soukwé kò’w » ou Kassav', avec des allées et venues de musiciens et chanteurs jusqu'en 1984. À cette époque, les musiciens antillais sont rarement professionnels : la musique est un passe-temps et difficilement un métier. Kassav' bouleverse l'une et l'autre habitudes : en se produisant essentiellement en concert, en enregistrant disque sur disque, seize jusqu'à présent (sans compter les « live ») sous le nom générique du groupe, et plus de trente albums solos de ses membres. En conquérant un public de plus en plus vaste et fidèle et en popularisant le zouk, le groupe rend orgueil et considération à la musique et aux musiciens antillais dans les Caraïbes comme en France, en Afrique, et dans le reste du monde.
Kassav' est considéré par la presse spécialisée comme le groupe précurseur ayant introduit le zouk en dehors des Antilles. De ce fait, Kassav' est considéré comme le créateur du genre musical qu'est le zouk. Les premiers albums du groupe, considérés à l'époque par les majors français comme étant trop « ethniques » sont produits par divers producteurs de musique antillaise, et distribués généralement par Sonodisc. Kassav' est célèbre dans le monde et a joué sur les cinq continents. Il a donné des concerts aussi bien en république du Congo qu'au Sénégal, aux États-Unis, au Japon et même en URSS, devenant le premier groupe « noir » à jouer là-bas.
Le style musical de Kassav' a influencé la musique antillaise, et a contribué à sa promotion en dehors des frontières de la France comme des Caraïbes.

## Histoire

### Création et débuts
L'histoire de Kassav' commence en 1979 avec Pierre-Édouard Décimus, musicien professionnel dans un orchestre (Les Vikings de la Guadeloupe) de danse depuis les années 1960, et Freddy Marshall. Pierre-Édouard Décimus avait lu un article sur Goldorak et les noms à succès ; pour plaire au public, il fallait un V, un K ou un L avec une histoire pathétique ; avec Freddy Marshall, il choisit Kassav'. La cassave est un produit du terroir agricole mais aussi rattachée à des drames car le manioc contient du cyanure qui s’évapore avec la cuisson. Le groupe sort en fin d'année 1979 son premier album Love and Ka dance qui est un album expérimental avec l'apparition de nouveaux sons notamment avec l'émergence de l'électronique dans l'industrie de la musique, et aussi au niveau des cuivres.
Entre 1979 et 1983 le groupe est plutôt expérimental et de nombreux chanteurs intègrent puis quittent le groupe. En 1979, les piliers du groupe sont Jacob Desvarieux, Georges et Pierre-Edouard Décimus et Freddy Marshall aux chants. À la recherche de cuivres, Jacob Desvarieux se tourne vers Hamid Belhocine et Freddy Hovsepian qui intègrent le groupe dès 1980.

### Années 1980
Lors de la sortie de leur second album en 1980, Lagué mwen, on peut entendre Jocelyne Béroard en chœur sur le titre Soleil, titre qu'elle reprendra dans l'album Vini pou en 1987. Elle intégrera le groupe de manière définitive en 1983.
En 1981, Christophe Zadire quitte le groupe pour raison personnelle, le groupe accueille Jean-Claude Naimro aux claviers et Jean-Philippe Marthély au chant. En août 1981, ce sont les débuts scéniques du groupe à travers les Antilles. Les moyens techniques sont importants. Le groupe est accompagné de deux danseuses Catherine Laupa et Marie-José Gibon aux chorégraphies structurées et qui à l’occasion, participent aux chœurs. Le succès est incontestable.
Le groupe sort son nouvel album en 1981, Numéro 3 sur lequel, la monture définitive du groupe commence à apparaître avec Douglas Mbida aux claviers et l'arrivée de Jean-Philippe Marthély et Jean-Paul Pognon aux chants. En 1982, après un quatrième album (sans titre), Kassav' se « démembre » et permet à chacun de ses chanteurs de sortir des albums solo. Kassav' est toujours là mais en accompagnement. Suit celui de Georges Décimus  Avec Kassav' et Cie sur lequel un nouveau venu vient chanter : Patrick Saint-Éloi qui lui-même sort un peu plus tard Misik ce lanmou. Patrick Saint-Éloi qui rejoint le groupe en 1982, s'impose dès lors comme le créole lover et mènera une carrière solo en parallèle. En 1983, la mouture définitive du groupe est faite. Jocelyne, Jean-Philippe et Patrick aux chants, Jacob aux guitares et chant, Jean-Claude aux claviers, Georges à la basse, Claude Vamur à la batterie. Par ailleurs, le groupe fait appel à deux danseuses : Catherine Laupa et Marie-Josée Gibon et également à une section de cuivres qui fait la particularité de Kassav'. Ralph Thamar vient apporter sa contribution au cinquième album du groupe qui sort en 1983, sur le titre My doudou. La machine est en route. Georges Décimus concocte un nouvel album solo La Vie à l'instar de Jacob Desvarieux avec Banzawa et Jean-Philippe Marthély avec Ti coq. Cela ne les empêche pas de travailler pour le collectif car en fin d'année sort Passeport, un autre album de Kassav'. Jacob Desvarieux sort son nouvel album en 1983, Oh Madiana avec la chanson éponyme qui deviendra un grand succès du groupe[source insuffisante].
En 1984, Jacob et George sortent l'album Yélélé avec le tube Zouk la sé sèl médikaman nou ni qui va propulser le groupe au rang des plus grands. Le groupe en profite également pour sortir son nouvel album Ayé où la chanteuse Jocelyne Béroard interprète une chanson écrite par Georges Décimus Moman tala qui passera inaperçue. En 1985, c'est le premier Zénith du groupe sans l'aide des médias. Lors de ce concert, Claudy Syar, fondateur de Tropiques FM, présente Kassav’, en disant : « Et je me sens être le témoin privilégié de l’affirmation d’une identité, d’une révolution ». Patrick Saint-Éloi sort son nouvel album en 1984 À la demande avec des succès comme Zouké ou Ballade Kréyol. Cette même année, quatre albums voient le jour An ban chenn de Kassav' avec des tubes comme Mové Jou et Pa bizwen palé, interprétés par Jocelyne Béroard , An ba latè de Jean-Claude Naimro, un album sans titre de Patrick et Jean-Philippe qui lancent par la même occasion le concept Bizness et l'album solo de Jean-Phillipe Marthély avec des tubes comme Rété ou Bel kréati.
Un an plus tard en 1986, la voix féminine du groupe sort son album Siwo qui deviendra le premier disque d'or pour une chanteuse antillaise. Il s'ensuit alors une seconde tournée au Zénith de Paris ainsi qu'en Afrique. Cette seconde tournée au Zénith de Paris rend hommage au trompettiste André Laïdli décédé d’une jaunisse aggravée durant une série de concerts au Gabon qui sera remplacé par Jean-Pierre Ramirez. Le 23 février 1986, le groupe reçoit son premier disque d'or en Guadeloupe devant plus de 40 000 personnes rassemblées dans la commune d'Anse-Bertrand.
Après un pèlerinage en Afrique, Jacob et Georges sortent un album intitulé Gorée du nom de l'île d'où partaient de nombreux esclaves africains vers les Antilles. Sur cet album les sonorités africaines sont omniprésentes et marquent également un tournant dans le son Kassav'. En 1987, le groupe Kassav' sort un nouvel opus, Vini pou qui sera disque de platine. Sur cet album, on trouve de nombreux tubes teintés d'un son africain comme Syé Bwa et Vini pou. C'est également l'année où le groupe signe avec Sony music (CBS à l'époque) et permet à Kassav' de s'émanciper tant au niveau des moyens qu'au niveau de la créativité. Cependant en signant avec Sony Music, leur contrat stipulait qu'aucun album solo ne devait sortir avant trois ou quatre ans afin d'installer le style Kassav'. Kassav' poursuit sa tournée qui l'amènera en juin 1988 en Nouvelle-Calédonie, où un accueil glacial leur est réservé. En effet, l'un des membres du groupe aurait annoncé reverser la moitié de ses recettes aux indépendantistes. Cette tournée permettra également au groupe de se produire la première fois au Japon.
Les 22 et 23 décembre 1988, le groupe décide de réunir tous les artistes antillais en vogue pour deux concerts sous le nom du Grand Méchant Zouk. À cette occasion de nombreux artistes se produisent sur scène avec les musiciens de Kassav' comme Frédéric Caracas, Édith Lefel, ou Tanya Saint-Val. En 1989, le groupe a dix ans et un nouvel album Majestick zouk voit le jour , le Zénith est investi trois soirs de suite pour des concerts anniversaires.

### Années 1990
En 1990, Kassav' organise le deuxième Grand méchant zouk, concept initié deux ans plus tôt. En 1991, Georges Décimus quitte le groupe et est remplacé par Frédéric Caracas. Le groupe fait appel aussi à des choristes en remplacement de Catherine Laupa et Marie-Josée Gibon qui ne se limiteront qu'aux chorégraphies. La particularité de ces choristes est qu'elles viennent des îles anglophones de Trinité-et-Tobago. Cette même année, Jocelyne Béroard sort son deuxième album solo intitulé Milans. Elle évoquera dans son livre paru en 2022, les difficultés rencontrées lors de l'enregistrement de cet album. En effet, c'est le premier album sans Georges Décimus, et il faut s'habituer au jeu de basse de Frédéric Caracas, l'ingénieur du son qui suit le groupe depuis 1982 n'est pas présent lors de cet enregistrement. Jean-Philippe Marthély avec la complicité de Ronald Rubinel sort un nouvel album intitulé Black Jack avec de nombreux tubes comme Cobaye. Patrick Saint-Éloi sort un nouvel album solo en 1992 intitulé Bizouk avec également de nombreux tubes comme Maman kréyol ou Bay chabon qui deviendra la chanson d'introduction des concerts de Kassav' à partir de 1993.
Direction légèrement déviée en 1992, lorsque le groupe prend le chemin du cinéma. En effet, sous l’égide d’Euzhan Palcy, la réalisatrice de Rue Case Nègre (récompensé par le César français du meilleur premier film), les membres de Kassav' tiennent des rôles divers dans son dernier film Siméon. La chanson générique du film sera Mwen alé, interprétée par Kassav' et que l'on retrouve sur Tékit Izi, leur nouvel album, composé de morceaux chaloupés, de cuivres énergiques ou encore de steel band. Sur cet album, le groupe a également associé un style nouveau : le zouk raggamuffin (mélange de reggae et du zouk) avec le titre Lévé Tèt Ou. Lors d'un concert du groupe à Créteil, le samedi 20 juin 1992, l'ancienne manager du groupe, Béatrice Fay est blessée par balle par un inconnu. L'année 1993 voit le départ temporaire de Jean-Claude Naimro qui part en tournée mondiale avec Peter Gabriel. Il est remplacé par Thierry Vaton. Le groupe donne une série de concerts au Zénith de Paris et s'en suivra un CD live Sé nou mem. Jean-Philippe Marthély sort son nouvel album solo sans nom en 1993 avec des tubes comme Si sé ta'w ou des chansons plus profondes comme La priyè doulè. En 1994, Patrick Saint-Eloi sort un nouvel album intitulé Zoukamine avec de nombreux tubes comme Ki jan kéfè.
En 1995, un important turn-over a lieu du fait du changement de manager du groupe. César Durcin quitte le groupe et est remplacé par Patrick Saint-Elie, un percussionniste martiniquais. Douglas Mbida est remplacé par le jeune pianiste Philippe Joseph. Guy Nsangé succède à Frédéric Caracas à la basse. Le plus gros changement se fait surtout au niveau de la section cuivre : les départs de Claude Romano au trombone, de Claude Thirifays aux saxophones et de Jean-Pierre Ramirez à la trompette. Fabrice Adam, jeune trompettiste rejoint le groupe dès 1992 en remplacement de Freddy Hovsepian qui est revenu en 1993, et en 1994 de manière définitive et Claude Pironneau, saxophoniste rejoint le groupe à partir de 1998 pour quelque temps et de façon définitive à partir de 1999 lors des 20 ans du groupe à Bercy. Ces départs sont aussi une conséquence de la volonté de Sony Music de faire une distinction entre les têtes d'affiche et les autres. En effet avant cela, tous les musiciens de Kassav' avaient le statut de membres du groupe. Sony Music a décidé de réduire le groupe aux cinq têtes d'affiches et les autres membres passent au statut de musiciens du groupe. Dans son livre, Jocelyne Béroard explique cette démarche par le fait que Sony Music avait expliqué que c'était la première fois que des royalties étaient versées aux danseurs ainsi qu'aux musiciens. Le groupe est désormais composé des cinq membres fondateurs et les musiciens deviennent « salariés » du groupe. De nombreux musiciens estimaient avoir participé au succès du groupe et n'approuvaient pas la politique de Sony Music ont donc quitté le groupe en 1995. C'est également l'année de la sortie de leur douzième album studio Difé avec de nombreux invités, notamment Manu Katché à la batterie, et Stevie Wonder à l'harmonica. Pour les textes, on compte aussi Patrick Chamoiseau, Prix Goncourt 1992 (prix littéraire français) pour Pa ni pwoblèm. Une tournée s'en suivra avec un passage au Zénith les 1er, 2 et 3 mars 1996.
En 1996, sort dans les bacs l'album Marthéloi, de Marthély et de Patrick Saint-Eloi, qui succède au concept Bizness en 1985 et de celui de Jean-Claude Naimro  Digital Deeads dans lequel il invite ses amis à interpréter des chansons. En 1998, c'est la sortie de deux albums solos : Lovtans de Patrick Saint-Eloi et O péyi de Marthély. Très appréciés en Amérique latine, les titres de Kassav' sont souvent adaptés voire plagiés en espagnol. Pour contrecarrer ce phénomène, le groupe décide de sortir un album hispanophone. En octobre 1997, il part enregistrer à Cuba et travaille avec les meilleurs ingénieurs du son du fameux studio Egrem. Les titres sont ensuite mixés à Miami dans les studios Crescent Moon de Gloria Estefan. Un toque latino sort en novembre 1998 chez Sony. Mélange de zouk et de salsa, cet opus reprend des standards qui ont jalonné la carrière de Kassav'. Deux titres restent en créole comme Zouk la sé sel medikaman nou ni alors que d'autres sont adaptés comme Siwo par exemple, qui devient Molo, malisimo. Le célèbre parolier Étienne Roda-Gil, d'origine espagnole, est venu prêter main-forte pour la réécriture des textes. Cette nouvelle « lecture » du zouk constitue sans doute une étape dans son histoire : rapprochement commercial d'abord, mais en fin de compte culturel entre les Antilles et l'Amérique latine.
En 1999, Kassav' fête ses 20 ans à Bercy pendant 2 jours : 32 000 spectateurs sont venus assister aux concerts avec de nombreux invités comme Zouk Machine, Passy, Tony Chasseur, Ralph Thamar. Un best of avec trois chansons inédites sort dans les bacs. Après la métropole, Kassav' célèbre son anniversaire le 10 juillet en Guadeloupe et le 17 en Martinique. Après deux dates aux États-Unis (New York et Boston), il revient en France pour une tournée. En décembre, c'est au tour de Jacob Desvarieux de montrer ses talents en solo sur un album intitulé Euphrazine Blues. L'année 1999 est aussi l'année de la consécration pour Patrick Saint-Éloi qui donne son premier concert solo dans une salle Parisienne : l'Olympia à guichets fermés.

### Années 2000
Un an plus tard, le groupe sort son treizième album studio Nou la. S'en suivra une tournée les 4 et 5 mai 2001 au Zénith de Paris, dernier Zénith avec Kassav' pour Patrick Saint-Eloi qui quitte le groupe en 2002, pour se consacrer à sa carrière solo après 20 ans de collaboration au sein du groupe. C'est également l'année où il produit un dernier album solo avec Kassav, intitulé Swing Karaib. Le groupe met également fin à son contrat avec Sony et les membres du groupe deviennent leurs propres producteurs.
En 2002, le groupe décide de prendre une année sabbatique, ce qui permet au chanteur Jean-Philippe Marthély de se produire sur scène avec son groupe La Bande à Pipo dont un album en public sortira en 2002 avec de nombreux invités comme Patrick Saint-Éloi, Ralph Thamar entre autres. Il sort également un nouvel album solo intitulé Pipo Djouk, avec des sonorités mazurka. Le 25 novembre 2002, Patrick Saint-Éloi, donne un concert à l'occasion de la sortie de son album Swing Karaib à la Cigale à Paris devant près de 2 000 personnes. Guy Nsangué, bassiste, est remplacé par Stéphane Castry entre 2002 et 2004 avant le retour officiel de Georges Décimus. Les projets solos se poursuivent l'année suivante, avec la sortie du troisième album solo de Jocelyne, Madousinay, avec un hommage rendu à Edith Lefel morte en janvier de la même année. Quant à Jacob, il participe au succès du concept Dis l'heure de zouk avec notamment Passi. En 2004, Georges Décimus et Marie Josée Gibon réintègrent la troupe pour la sortie du 14e album, Ktoz. Leur chanson Kolé Séré a fait l'objet d'une reprise par Jimmy Buffett. le 4, 5 et 6 février 2005, Carnaval tour est le nom d'une tournée de Kassav'.
En 2005, Patrick Saint-Éloi sort son premier album post Kassav' intitulé Plézi. Cet album marque un tournant dans la carrière de Patrick Saint-Éloi puisque c'est le premier album sans la présence de cuivres dans les chansons. Dans le cadre de la sortie de cet album, une tournée au nom de Lov Tours est organisée en passant deux soir au Bataclan à Paris en novembre 2005. Le 10 juin 2006, la troisième éditions du Grand Méchant Zouk est organisée à Bercy avec toute la nouvelle génération d'artistes. Ce sera un succès mitigé. Jean-Phillipe Marthély sort également un nouvel album solo en 2006 intitulé Koulè lanmou. Entre les tournées, les projets solo, Kassav' se retrouve le 3 décembre 2007 pour présenter leur dernier opus All u need is zouk, qui se veut une traduction quasi littérale de zouk la sé sèl médikaman nou ni. Il s'ensuit une tournée qui les fera passer par le Zénith de Paris Le 4, 5 et 6 juillet 2008 dans le cadre du All u need is zouk tour. Lors de cette nouvelle tournée, le groupe fait appel à un nouveau choriste, Jean-Jacques Séba pour accompagner Marie-Céline Chroné et Marie-Josée Gibon. Parallèlement, Patrick Saint-Éloi investit le Zénith de Paris le 16 juin 2007 à l'occasion de ses 25 ans de carrière. C'est une première pour l'artiste qui avait l'habitude d'investir cette salle avec le groupe Kassav'. Il en profite pour sortir son premier best of intitulé Zoukolexion volume 1 avec 4 titres inédits dont Esséyé et Eskizé mwen. Jean-Philippe Marthély, en 2007 en compagnie de Serge Aron, sort un nouvel album intitulé 50/50.
Le 13 août 2008, un concert-hommage pour Patrick Saint-Éloi sur le site de Damencourt dans la commune du Moule est organisé par la région Guadeloupe avec un public estimé à près de 40 000personnes. Le chanteur en profite pour sortir le second volume de son best of intitulé Zoukolexion volume 2 dans lequel il reprend deux chansons qu'il avait composées pour Jocelyne Béroard et Édith Lefel, Mi tchè mwen et La Klé. En 2008, le batteur Claude Vamur sort son nouvel album solo intitulé Koloka, aux sonorités jazz Ka avec la participation de Claude Pironneau, saxophoniste du groupe qui lui apporte une composition Pirogue.
Le 16 mai 2009, Kassav' fête ses 30 ans d'existence au Stade de France, devant 65 000 personnes, avec Admiral T en première partie. Une centaine d'artistes les accompagne dont Tony Chasseur, Jean-Luc Guanel, Jocelyne Labylle, Princess Lover et Tanya Saint-Val et le congolais Fally Ipupa. C'est également le départ de Claude Vamur après 27 ans de collaboration. Hervé Laval assure l'intérim avant que le groupe donne la chance à un jeune batteur Thomas Bellon. Kassav' devient ainsi le premier groupe français à se produire au Stade de France avant Indochine. Cette tournée s'arrêtera en Martinique à la salle de l'Atrium pour 7 dates en novembre 2009.

### Années 2010
Le 18 septembre 2010, Patrick Saint-Eloi, qui avait quitté le groupe en 2002, meurt d'une longue maladie en Guadeloupe. En 2011, Kassav' organise la 4e édition du Grand Méchant Zouk et remplit le Zénith deux soirs de suite. L'opération est reconduite en juin 2012. Jocelyne Béroard organise son premier concert solo à l'Olympia qui a déjà accueilli Patrick, Édith Lefel et Tanya Saint-Val. En 2012, Jean-Philippe Marthély sort un album aux sonorités spirituelles intitulé Kouté.
Kassav' est en concert le 7, 8 et 9 juin 2013 au Zénith de Paris pour le lancement de la tournée Mawonaj tour consécutif à la sortie de l'album Sonjé le 13 mai. Le groupe rend hommage à Patrick Saint-Eloi et revient aux sources du zouk. Cette tournée s'arrêtera une nouvelle fois à l'Atrium en Martinique avec 8 dates de concerts. C'est à partir de ce moment que l'apostrophe finale du mot Kassav sera supprimée, ce qui s'explique par la volonté du groupe de s'aligner sur les travaux de recherche effectués sur la langue créole par le Groupe d'études et de recherches en espace créolophone et francophone (université des Antilles Guyane). Les 8 et 15 décembre 2013, le groupe se produit pour la première fois à l'Olympia, pour clore le Mawonaj'tour sur le territoire métropolitain. Claude Pironneau, saxophoniste, quitte le groupe en fin d'année 2013 après 14 ans de collaboration. Il est remplacé par Bruno Ribera en 2014.
Jean-Philippe Marthély sort un best-of en début d'année 2014. avec des titres inédits dont le tube Coco bô Nini. La sixième édition du Grand Méchant Zouk se déroule le 4 octobre 2014 au Zénith de Paris. Le 17 octobre 2014, l'ancienne manager du groupe, Béatrice Fay décède d'une longue maladie.
En 2015, le percussionniste Patrick Saint-Elie quitte le groupe pour raisons personnelles. Il est remplacé dans un premier temps par un jeune percussionniste, Boris Reine Adelaide, entre 2015 et 2017, puis par un duo de percussionnistes, Mickael Lordelot et Dominique Tauliaut, à partir de 2017. Le 11 février 2016, l'ancien percussionniste du groupe, César Durcin meurt à l'âge de 58 ans plusieurs mois après un AVC. Les 27, 28 et 29 mai 2016, Kassav' se produit pour la dernière fois dans sa salle fétiche, le Zénith de Paris, avant une nouvelle tournée mondiale « Chiré Douvan Tour ». À cette occasion Kassav' récupère son apostrophe. Le 20 octobre 2017, à l'occasion des sept ans de la mort de Patrick Saint-Eloi, Kassav' organise une édition spéciale du Grand Méchant Zouk où de nombreux artistes sont venus interpréter le répertoire de l'artiste. Le 16 juin 2018, Jocelyne Béroard se produit sur la scène de la Cigale à Paris mais également à l'Atrium en Martinique pour un concert solo avant les préparatifs du 40e anniversaire.
Jacob Desvarieux lance son projet solo Nanm Kann, où il interprète les chansons de son album solo Euphrasines blues sorti en 1999 et revisite le répertoire de Kassav' avec une sonorité jazz. Freddy Hovsepian, trompettiste du groupe, est remplacé après 39 ans de collaboration pour raisons de santé par Jacques « Kako » Bessot et Philippe Slominsky.
En février 2019, Jean-Philippe Marthély et Georges Décimus sortent un single intitulé Mangola sur toutes les plateformes de téléchargement légal. En mai 2019, Kassav' devient le premier groupe français à jouer à La Défense Arena devant 40 000 personnes. En première partie, fut organisée la huitième édition du Grand Méchant Zouk. Cette tournée des 40 ans du groupe leur permet de faire le tour du monde, une nouvelle fois, en jouant aux Antilles, dans le Pacifique notamment. Un DVD du concert filmé sort dans les bacs le 17 janvier 2020. En automne 2019, Philippe Slominsky devient le nouveau trompettiste du groupe aux côtés de Fabrice Adam en remplacement de Freddy Hovsepian. Il s'ensuit une tournée du groupe dans plusieurs Zénith de France dans le cadre de leur tournée pour leur quarantième anniversaire.

### Années 2020

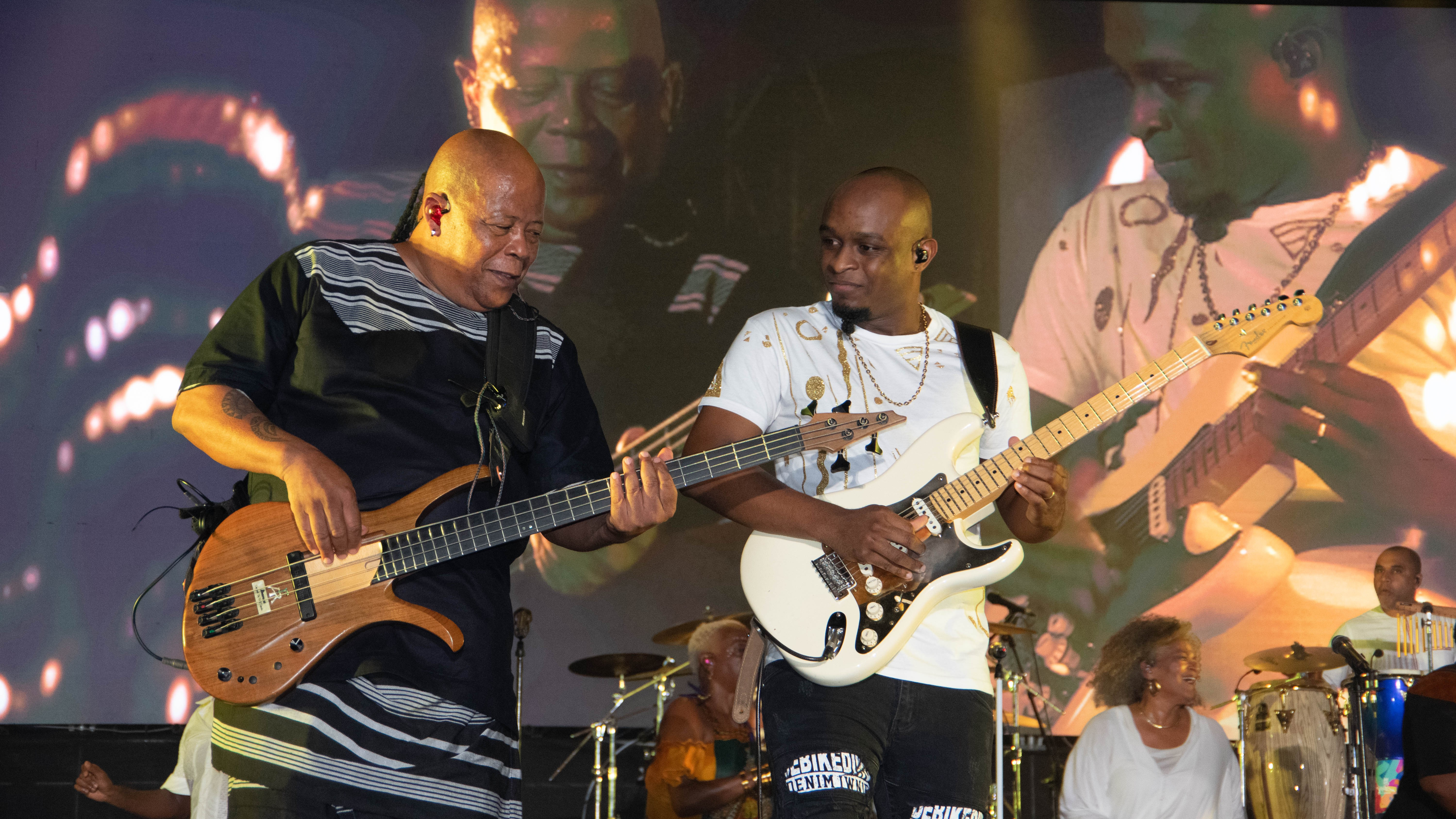
Le groupe Kassav au vodun days au Bénin

Le 28 février 2020, le chanteur Jean-Philippe Marthély est victime d'un AVC, depuis, il est en convalescence. Lors de la pandémie de Covid-19 en France, la tournée du 40ème anniversaire de Kassav' est annulée, après leur concert au Togo en Février 2020. Les musiciens du groupe proposent une version parodie de Aprè zouk la en La'w ka alé pour fêter le déconfinement avec de nombreux artistes invités comme Jocelyne Labylle, Princess Lover ou Tony Chasseur. Le 20 octobre 2020, à l'occasion des 62 ans qu'aurait eu Patrick Saint-Éloi, un titre posthume Nou pa dako est dévoilé sur toutes les plateformes de téléchargement légal. En décembre 2020, le saxophoniste Alain Hatot qui était dans le groupe entre 1979 et 1987 (albums du groupe et solos et concerts) décède à 74 ans des suites d'une longue maladie.
Le 10 février 2021, le trompettiste Freddy Hovsepian décède à l'âge de 76 ans des suites d'une longue maladie. Le 18 avril 2021, le backliner Olivier Legrand décède brutalement. Le 25 juin 2021, à l'occasion des 22 ans de la disparition de Gilles Floro, Jean-Claude Naimro sort une nouvelle version de son titre Bel pawol pou an fanm avec la nouvelle génération Riddla et Staniski. Le 12 juillet 2021, le guitariste Jacob Desvarieux, de santé fragile depuis une greffe de rein, est hospitalisé au CHU des Abymes de Pointe-à-Pitre. Diabétique, le musicien s'y était rendu dans un état de faiblesse, dans le cadre des contrôles périodiques qu'il doit effectuer depuis la greffe de rein qu'il a subie. Et c'est au cours de ce contrôle qu'il a été testé positif à la Covid-19. Depuis, il était hospitalisé, en raison de complications liées à sa greffe. Il succombe du coronavirus le vendredi 30 juillet, à l’âge de 65 ans. En décembre 2021, un album posthume de Jacob Desvarieux sort dans les bacs. Il s'agit de son concept Nanm Kann en version live enregistrée en 2018 et qui était déjà en vente sur les plateformes de téléchargement de musique depuis 2020.
En mars 2022, la chanteuse du groupe, Jocelyne Béroard, publie son premier livre intitulé Loin de l'Amer, où elle raconte l'histoire de Kassav' de son point de vue. Le titre phare de Jean-Philippe Marthély, Rété', est repris en 2022 par le groupe cubain Gente de Zona, pour devenir Hice bien quererte. La chanteuse Mexicaine Ana Gabriel (es) avait repris dès 1989 cette chanson qui était devenue l'un de ses plus grands succès. En mai 2022, un concert intitulé Eia Kassav'  est organisé en Martinique par Tony Chasseur et Gilles Voyer afin de rendre hommage au groupe  où de nombreux artistes sont venus interpréter les nombreux titres du groupe. À la suite du décès de Jacob Desvarieux, les autres membres du groupe se produisent en solo, comme Jocelyne Béroard dans le cadre de son Chawa Tour entre septembre et novembre 2022 en se produisant aux Folies Bergère les 18 et 19 novembre 2022. Jean-Claude Naimro, dans le cadre de son Digital Tour, investit la salle du Trianon à Paris le 18 mars 2023 après s'être produit en février 2023 à l'Atrium en Martinique.
Le jour de la Saint-Valentin 2023, Jean-Philippe Marthély, toujours en convalescence à la suite de son AVC en février 2020, présente son nouveau single intitulé Azipipo dans lequel il remercie ses nombreux fans mais également Dieu. En avril 2023, Pierre-Édouard Décimus publie son premier livre intitulé Kassav'-Love and Ka-dance dans lequel il explique sa réflexion autour de la musique antillaise et des premiers albums expérimentaux de Kassav'.
Toujours en 2023, une tournée hommage à Jacob Desvarieux est annoncée à compter du samedi 13 mai dans le cadre du festival de Jazz de Sainte-Lucie. À l'occasion de cette tournée, un nouveau guitariste intègre le groupe, Karim Verger ainsi qu'un nouveau chanteur, Patrice Hulman, qui pallie l'absence de Jean-Philippe Marthély. Jean-Philippe Meyniac, saxophoniste présent aux 40 ans du groupe en Martinique en décembre 2019 et qui a accompagné également Jocelyne Béroard et Jean-Claude Naimro lors de leurs prestations solos, intègre également le groupe dans le cadre de cette tournée en hommage à Jacob Desvarieux. Lors du concert hommage de Kassav' en Martinique, le chanteur Jean-Philippe Marthély, en convalescence depuis 2020 a fait une apparition surprise en interprétant son tube Sé dam Bonjou. Le 8 décembre 2023, l'album live du concert de Jocelyne Béorard aux Folies Bergère en novembre 2022 sort dans les bacs et sur les plateformes de téléchargement légal.
Le 17 mai 2024, l'album live du concert de 2023 de Jean-Claude Naimro, à l'Atrium en Martinique sort dans les bacs et sur les plateformes de téléchargement légal. Le 18 mai 2024, le groupe Kassav' se produit à l'Accord Arena devant près de 20 000 personnes et le 19 mai dans la nouvelle salle parisienne, l'Adidas Arena. Lors de ces deux concerts, Jean-Philippe Marthély, fait une apparition surprise à la fin des deux prestations pour interpréter la chanson Sé'w nou enmé. Le public a fortement apprécié la venue de l'ambianceur de Kassav', qui depuis 2020 est en convalescence à la suite d'un AVC.
Le 10 décembre 2024, Patrick Saint-Elie, l'ancien percussionniste du groupe de 1995 à 2015 , décède à l'âge de 63 ans.
Le 13 décembre 2024, le concert hommage à Jacob Desvarieux, est sorti dans les bacs mais également sur toutes les plateformes de téléchargement légal.
En 2025, la tournée hommage à Jacob Desvarieux se poursuit, et le groupe se produit pour la première fois à la Philharmonie de Paris au mois de mai 2025. S'en suit une tournée dans les Caraïbes au mois d'Août 2025.

## Influences
Kassav' est le créateur du zouk, dans les années 1980 avec un style nouveau, notamment le mélange de musiques antillaises (bèlè, gwo-ka, biguine, compas, kadans, calypso, cadence-lypso) et le combo claviers-boîtes à rythmes ainsi que le funk nord-américain. À son origine, le groupe décide de renouveler, moderniser et sortir de son image folklorique la musique traditionnelle (tambour) carnaval qu'ils ont toujours joué. Le groupe associe des influences de compas (très populaire et très écouté en Guadeloupe et Martinique), de salsa, de reggae de la fin des années 1970, aux rythmes de la biguine et du merengue qui, avant la naissance du groupe, existaient principalement comme styles musicaux :
- la cadence-lypso, créée par Exile One en Dominique et interprétée par des groupes tels que Les Gramacks ou Bill O Men, groupes dominicais ;
- le kadans (repris précédemment par Les Aiglons et Typical Combo de Guadeloupe) ;
- le compas, musique contemporaine originaire d’Haïti ;
- le gwoka, musique traditionnelle de la Guadeloupe, dont il existe 7 variantes (rythmiques) ;
- le bèlè, musique traditionnelle de la Martinique, dont il existe 11 variantes (rythmiques) ;
- la biguine, musique et danse traditionnelle de la Martinique (Saint-Pierre) ;

Kassav' utilise aussi le rythme du Makossa (un rythme populaire issu du Cameroun), comme par exemple dans le premier single de JC Naimro intitulé La vie ka roulé produit par le saxophoniste Manu Dibango.

## Accueil critique
Bertrand Dicale, journaliste musical confirme le phénomène exceptionnel, la renommée internationale exceptionnelle de Kassav’, comme groupe français qui fait le plus de concerts dans le monde: « Ce que les gens oublient complètement, c’est qu’aucun artiste français n’a donné plus de concerts à l’étranger que Kassav’. » Si Kassav’ envahit le monde, l’Afrique devient, selon Gérald Désert, « terre de prédilection de Kassav’ où ses membres sont en perpétuel immersion (…) voyage initiatique (…) réminiscence de cette mémoire lointaine et profonde, venue du fond des âges, dans ce monde qui pense leur appartenir désormais. »
La création du zouk en Guadeloupe est une révolution identitaire : Kassav' montre qu'on peut être un groupe international en s'ancrant dans sa propre culture, ses racines, et en chantant dans sa propre langue, ce qui est nouveau à l'époque.

## Membres et musiciens

### Membres et musiciens actuels
- Jocelyne Béroard - chant (depuis 1980)
- Jean-Philippe Marthély - chant (1981-2020, 2022, 2023 et 2024)
- Jean-Claude Naimro - chant, clavier (1981-1993, depuis 1994)
- Georges Décimus - basse (1979-1991, depuis 2004)

- Patrice Hulman - chant (depuis 2023)
- Karim Verger - guitares (depuis 2023)
- Thomas Bellon - batterie (depuis 2009)
- Mickael Lordelot - percussions (depuis 2017)
- Philippe Joseph - claviers (depuis 1994)
- Fabrice Adam - trompette (depuis 1994)
- Philippe Slominisky - trompette (depuis 2019)
- Hamid Belhocine - trombone (depuis 1981)
- Jean-Philippe Meyniac - saxophone (depuis fin décembre 2019)
- Marie-Josée Gibon - chœurs (1982-1996, depuis 2004)
- Marie-Céline Chroné - chœurs (depuis 1996)
- Jean-Jacques Séba - chœurs (2008-2016), (depuis 2019)

### Anciens membres et musiciens
- Jacob Desvarieux - chant, guitare (1979-2021, décédé en 2021)
- Freddy Marshall - chant (1979-1981)
- Jean-Paul Pognon -chant (1981-1982)
- Jocelyn Mocka - chant (1982-1984)
- Dominique Panol - chant (1982-1985)
- Patrick Saint-Éloi - chant, guitare, percussions (1982-2002, décédé en 2010)
- Pierre-Edouard Décimus - basse (1979-1985)
- Claude Vamur - batterie (1983-2009)
- Hervé Laval - batterie (2009)

- Christophe Zadire - basse (1981)
- Frédéric Caracas - basse (1991-1996)
- Guy Nsangué - basse (1996-2002)
- Stéphane Castry - basse (2002-2004)
- Jacques-Douglas MBida - clavier (1982-1995)
- Ronald Rubinel - clavier (1985-1986)
- Robert Benzrihem - clavier (1981-1984)
- Serge Bourgeois - batterie (1979-1983)
- Claude Vamur - batterie (1983-2009)
- Hervé Laval - batterie (2009)
- César Durcin - percussions (1982-1995, décédé en 2016)
- Patrick Saint-Elie - percussions (1995-2015, décédé en 2024)
- Boris Reine-Adélaïde - percussions (2015-2017)
- Philippe Draï[68] - percussions (1979-1983)
- Alain Hatot - saxophone (1979-1987 et album Milans de Jocelyne Béroard en 1991 décédé en 2020)
- Claude Thirifays - saxophone (1986-1995)
- Tony Russo - trompette (1979-1987, et GMZ en 2011)
- Freddy Hovsepian - trompette (1981-2018, décédé en 2021)[69]
- Jean-Pierre Ramirez - trompette (1986-1995)
- Claude Romano - trombone (1985-1995)
- Chrisitian Guizien - trombone (1979-1981, décédé en 2015)
- André Laïdli- trompette (1984-1986, décédé en 1986 et qui était présent au premier Zénith en 1985)
- Catherine Laupa - chœur et danse  (1983-1996)
- Sylvie Aïoun - chœur et chant sur les albums solos (1981-2000)
- Édith Lefel - chœur (1985-1995, décédé en 2003)
- Karla Gonzalès - chœur (1991-1996)
- Juslyn Wayne - chœur (1991-1996)
- Nathalie Yorke - chœur (1991-1996)
- Master MX - chœur (1995-1997)
- Tony Chasseur - chœur (1999-2007)
- Claude Pirroneau - saxophone (1998-2013)
- Bruno Ribera - saxophone (2014-2019), et présent sur les albums solos des années 1990 et sur l'album Tékit izi en 1992.
- Jacques « Kako » Bessot; trompette (présent sur les deux premiers albums du groupe, remplaçant depuis 2008, et présent pour les 40 ans)
- Dominique Tauliaut - percussions (2017-2019)

### Musiciens additionnels
- Éric Giausserand - trompette (invité sur les albums An ba chen'n la, Vini pou, Tékit izi, et Grand Méchant zouk en 2006)
- Claudine Pennont - chœur (pendant la tournée des 20 ans)
- Jean-Luc Guanel - chœur (pendant la tournée des 20 ans)

## Discographie

### Albums studio
- 1979 : Love and Ka Dance
- 1980 : Lagué mwen
- 1981 : Kassav n°3
- 1982 : Kassav'
- 1983 : Kassav n°5
- 1983 : Passeport
- 1984 : Ayé (disque d'or)
- 1985 : An ba chen'n la
- 1987 : Vini pou (disque de platine)
- 1989 : Majestik Zouk (disque d'or)
- 1992 : Tékit izi (disque d'or)
- 1995 : Difé (disque d'or)
- 2000 : Nou la
- 2004 : Ktoz
- 2007 : All U Need Is Zouk
- 2013 : Sonjé

### Autres albums
- 1983 : Gréviss (avec Jocelyn Mocka)
- 1998 : Un toque latino (chansons de reprise en espagnol)

### Albums live
- 1986 : Kassav au Zenith
- 1993 : Live au Zénith - Sé nou menm'
- 1996 : Kassav' cho : Live au zenith 96
- 2005 : Carnaval Tour 2005
- 2009 : 30 ans : Live au Stade de France
- 2016 : Chiré Douvan
- 2019 : 40e anniversaire - le concert
- 2024 : Sé'w nou enmé - le concert

### DVD • Vidéo • Live • Concert
- 1989 : Majestik Zenith
- 1999 : Les 20 Ans De Kassav' À Bercy
- 2005 : Carnaval Tour
- 2008 : All U Need Is Zouk Tour
- 2009 : 30 Ans : Live Au Stade De France
- 2016 : Chiré Douvan Tour
- 2019 : 40 Ans De Paris À La Défense Arena
- 2024 : Sé'w nou enmé À l'Accord Arena

### Clip • Vidéo • Concert • Live • Film • Interview • Artiste
- 1982 : Ola Ou Yé (Eva)
- 1984 : Zouk La Sé Sel Médikaman Nou Ni
- 1985 : Mwen Malad Aw
- 1985 : Mové Jou
- 1987 : Syé Bwa
- 1987 : Ayen Pa Mol
- 1989 : Wép
- 1989 : Sé Dam Bonjou
- 1989 : Djoni
- 1992 : Mwen Alé
- 1992 : Ba Nou Zouk La
- 1992 : Mwen Viré
- 1995 : Difé Soupapé
- 1995 : Rara
- 1995 : Silans'
- 1999 : Siw Pa La
- 2000 : Tonbé Léta
- 2004 : San Ayen
- 2007 : Doubout Pikan
- 2013 : Sonjé PSE
- 2013 : Pa lagé mwen
- 2013 : Pié Mwen
- 2016 : Avè On Si (Remix feat. DJ Jackson)

## Récompenses
- 1988 : Meilleur groupe – Victoires de la Musique, France
- 1989 : Meilleur groupe – Francophonie, Québec, Canada
- 1990 : Meilleur groupe sur scène – African Referendum of RFI, France
- 1993 : Meilleur groupe de Zouk – West Indies Awards, New York, États-Unis / Meilleur groupe – Africar Awards, Abidjan, Côte d'Ivoire
- 1994 : Meilleur groupe – Curaçao / Meilleur concert – Curaçao
- 1997 : Meilleur groupe – Africar Awards, Libreville, Gabon
- 1999 : Meilleur groupe sur scène – Music Awards, Martinique
- 2001 : Prix SACEM Guadeloupe du Meilleur zouk
- 2007 : Grand Prix SACEM France des Musiques du monde et traditionnelles.
- 2021 : Grand Prix Spécial de la SACEM.